# ۱۸ (میلادی)
۱۸ (میلادی) هجدهمین سال تقویم میلادی است.

## رویداد ها
بر اساس مکان
امپراتوری روم
- یک وکسیلاتیو (زیرمجموعه یا دسته) از لژیون سوم آگوستا در آفریقا توسط یک کمین نابود می‌شود.

سوریه
- زمستان - ژرمانیکوس سزار به عنوان فرمانده کل قوا برای شرق روم وارد سوریه می‌شود.[۱]

پارت
- ژرمانیکوس با اردوان دوم اشکانی پیمان صلحی منعقد کرد که در آن به عنوان پادشاه و دوست روم شناخته شد.

چین
- پس از طغیان رودخانه زرد در چین، کشاورزان مجبور به شورش شدند. امپراتور وانگ مانگ با اعزام ارتشی (حدود ۱۰۰۰۰۰ نفر) علیه شورشیان کشاورز واکنش نشان داد. رهبران شورشیان، که نگران بودند در طول نبرد تشخیص دوست از دشمن غیرممکن شود، دستور دادند که مردانشان ابروهای خود را قرمز کنند - و نام چیمئی ("ابروهای قرمز") از همین جا آمده است.[۲]

کره
- تموشین حاکم پادشاهی کره‌ای گوگوریو شد.[۳]

هند
- در هند، هندو-پارتیان تاکسیلا را کنترل می‌کنند.

## زادگان
- جولیا لیویلا، دختر ژرمانیکوس و آگریپینا بزرگ (تاریخ تقریبی) (درگذشته ۴۱ میلادی)

## درگذشتگان
- کریناگوراس، نویسنده‌ی یونانی (متولد ۷۰ پیش از میلاد)

- هرود آرکلائوس، حاکم یهودی (قوم‌سالار) (متولد ۲۳ پیش از میلاد)

- مادر لو، رهبر شورشی علیه دودمان شین

- پوبلیوس اویدیوس ناسو، شاعر رومی (یا ۱۷ میلادی)

- یانگ شیونگ، فیلسوف چینی (متولد ۵۳ پیش از میلاد)

- یوری، حاکم کره‌ای گوگوریو[۳]